# Daniel Wells (Snookerspieler)

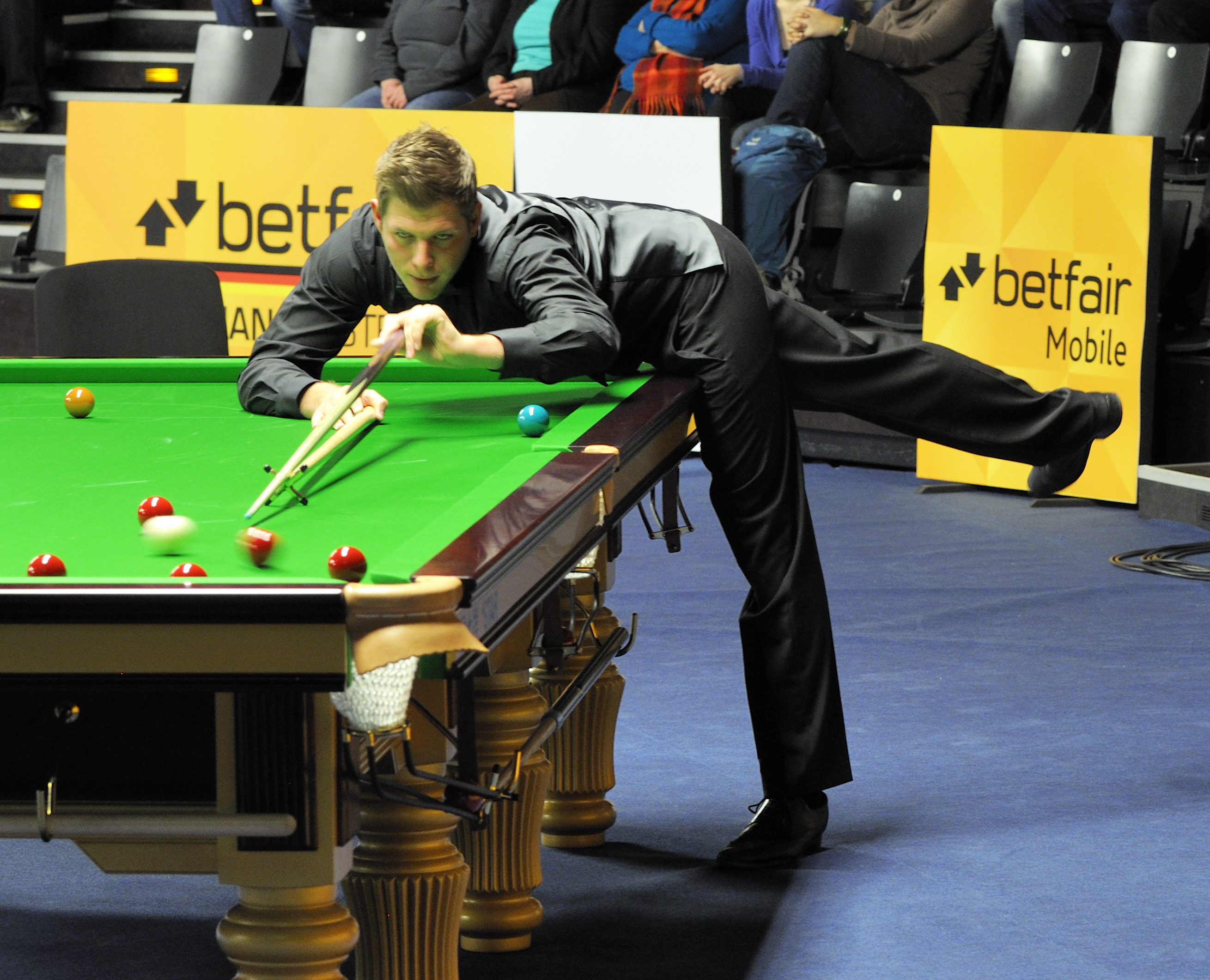
Daniel Wells beim German Masters 2013

Daniel Wells (* 31. Juli 1988 in Neath) ist ein walisischer Snookerspieler. Seit 2008 ist er mit einer Unterbrechung von zwei Jahren als Profi auf der World Snooker Tour aktiv.

## Karriere

### Qualifikationsjahre
Wells war schon als Jugendlicher sehr erfolgreich, er erreichte 2007 das Halbfinale der U-21-Weltmeisterschaft, war Nummer 1 der Junioren in Wales und spielte für die walisische Seniorenauswahl. Daraufhin wurde ihm die damals zum ersten Mal verliehene Paul Hunter Scholarship der World Snooker Association zuerkannt, die es ihm ermöglichte, ein Jahr lang mit Profispielern an der World Snooker Academy in Sheffield zu trainieren.
In der folgenden PIOS-Tour sicherte er sich unter anderem mit einer Halb- und einer Viertelfinalplatzierung Platz 6 in der Gesamtwertung und damit die Qualifikation für die Profitour 2008/09.
In seinem ersten Profijahr spielte er recht erfolgreich in den Qualifikationsrunden zu den großen Turnieren und verpasste nur knapp die Teilnahme an der Hauptrunde der Weltmeisterschaft nach einer 9:10-Niederlage gegen Barry Hawkins. Auch ohne Teilnahme an einer Endrunde in einem großen Turnier behauptete er seinen Main-Tour-Platz als 70. der Weltrangliste über die Einjahreswertung. In der Saison darauf unterlag er allerdings meist sehr früh in den Turnieren und kam selten bis in die zweite Runde. Er sammelte zu wenig Weltranglistenpunkte, sodass er die Profitour verlassen musste.
Seinen größten Erfolg hatte Daniel Wells danach beim Paul Hunter Classic 2010. Als Amateur erreichte er bei dem Minor-Ranglistenturnier das Halbfinale. Ebenfalls in Deutschland erreichte er noch in derselben Saison beim German Masters 2011 zum ersten Mal die Hauptrunde eines vollwertigen Weltranglistenturniers, nachdem er eine Wildcard bekommen und in der Qualifikationsrunde Liu Song geschlagen hatte.

### Etablierung auf der Main Tour
In der Saison 2011/12 kehrte er durch die Nominierung durch den walisischen Verband auf die Main Tour zurück. Er gewann außerdem die EBSA Europameisterschaft, die ihn auch zur Teilnahme an der Profitour berechtigt hätte. Die Saison verlief für ihn jedoch aufgrund zahlreicher Erstrundenniederlagen ziemlich negativ. Am Ende reichte es für Wells nicht für einen Verbleib auf der Main Tour. Er konnte sich jedoch beim zweiten Turnier der Q School 2012 als Sieger seiner Gruppe für die Saison 2012/13 und 2013/14 qualifizieren.
In seinem vierten Profijahr gelangen dem Waliser zwar fünf Erstrundensiege, unter anderem beim German Masters 2013 und den Welsh Open 2013, erneut schaffte er es jedoch nicht in die Hauptrunde eines Turniers und er beendete die Saison auf Platz 87. Auch im Jahr darauf kam er bei vier Auftaktsiegen nie über die zweite Runde bei Weltranglistenturnieren hinaus. Auch drei Teilnahmen an der Runde der letzten 32 bei PTC-Turnieren brachten nicht genug Punkte, um nach zwei Jahren die Tourteilnahme zu halten. Er erreichte nur Platz 100 der Weltrangliste und konnte sich auch in der folgenden Q School nicht wieder zurück auf die Main Tour spielen. Immerhin hatte er in der Q School einmal das Halbfinale seiner Gruppe erreicht und er wurde deshalb in der 2014/15 als Reservespieler mit Amateurstatus zu den Qualifikationsturnieren der Profiturniere eingeladen. Bei den Australian Open erreichte er als bestes Saisonergebnis ein weiteres Mal die zweite Runde.
Bei der Q School gelang ihm im nächsten Jahr mit dem Gruppensieg über Alexander Ursenbacher erneut die Main-Tour-Qualifikation für die folgenden beiden Jahre. Nach einem wechselhaften Start in die Saison 2015/16 mit einer Top-32-Platzierung beim Paul Hunter Classic und 4:0-Siegen über die Top-32-Spieler Anthony McGill und Xiao Guodong schaffte er es bei der International Championship erstmals auch als Profi ins Hauptturnier. Beim PTC-Turnier in Bulgarien stand er im Achtelfinale. Im Jahr darauf überstand er dann beim World Open erstmals auch bei einem vollwertigen Ranglistenturnier die erste Hauptrunde, danach besiegte er die Nummer 14 der Welt Kyren Wilson mit 5:0 und verlor im Achtelfinale nach 4:2-Führung erst in einem umkämpften Entscheidungsframe mit 4:5 gegen Ali Carter. Danach erreichte er dreimal die Runde der Letzten 32, verlor aber auch zweimal sein Erstrundenspiel. Erst beim vorletzten Turnier der Saison, den China Open gelang ihm mit Siegen über Marco Fu und Matthew Stevens ein zweiter Achtelfinaleinzug. Und erst dadurch verbesserte er sich auf Platz 62 der Weltrangliste, wodurch er sich erstmals direkt den Verbleib auf der Main Tour sicherte.

### Erfolge in den Profijahren
Die Saison 2017/18 verlief durchwachsen. Der Einzug unter die Letzten 32 beim World Open brachte ihm mit Platz 58 seine höchste Ranglistenplatzierung. Als er danach aber nur noch beim Scottish Open – wo er den Weltranglisten-6. Shaun Murphy zum Auftakt mit 4:3 schlug – den Einzug in die dritte Runde schaffte, stand er vor der abschließenden Weltmeisterschaft nur noch auf Platz 65 und hätte die Weiterqualifikation um einen Platz verpasst. Im Zweitrundenmatch gegen Zhou Yuelong drehte er jedoch einen 2:5-Rückstand in eine 9:5-Führung und holte sich mit dem Sieg über den Chinesen die nötigen Punkte für eine Top-64-Platzierung und den Tourverbleib. Seinen ersten Crucible-Einzug bei der WM verpasste er aber durch ein 4:10 gegen Liam Highfield anschließend klar.
Im August 2018 erreichte Wells beim Paul Hunter Classic, das nach dem Ende der Players Tour Championship aufgewertet worden war, zum ersten Mal in seiner Karriere das Viertelfinale eines vollwertigen Weltranglistenturniers. Bei den English Open im Oktober kam er ins Achtelfinale und im Dezember desselben Jahres schaffte er es ins Halbfinale der Scottish Open, wo er nur knapp mit 5:6 gegen Mark Allen verlor. Beim Shoot-Out und den Gibraltar Open stand er 2019 jeweils unter den Letzten 16. Allesamt waren es aber Turniere mit geringer Wertigkeit. Demgegenüber standen 8 Auftaktniederlagen und schwache Ergebnisse bei den großen Turnieren. Immerhin erreichte er bei der WM zum zweiten Mal die dritte Runde und schied dann nur knapp mit 8:10 gegen Martin Gould aus. Unter dem Strich hielt er sich damit unter den Top 60, kam aber nicht weiter voran.
In der Saison 2019/20 fehlte ein Höhepunkt, mehrfach kam er aber in Runde 3, auch bei größeren Turnieren. Und auch wenn er durch eine sehr knappe Erstrundenniederlage mit 5:6 gegen Andrew Higginson bei der Weltmeisterschaft viele Punkte verschenkte, blieb er in der Spielzeit sicher in den Top 60.

### Rückschlag durch COVID-19 und drittes Profi-Aus
Die Saison 2020/21 stand dann vollständig im Zeichen der COVID-19-Pandemie und Daniel Wells und Gary Wilson waren zu Saisonbeginn die ersten beiden positiv auf das Virus getesteten Profispieler. Der Waliser verpasste damit die ersten beiden Turniere. Danach fasste er nicht wieder Tritt und verlor die nächsten vier Partien. In der WST Pro Series gewann er immerhin vier Best-of-3-Partien in der Gruppenphase, was aber nicht für Runde 2 reichte. Es folgten weitere Auftaktniederlagen und bis zum Saisonende war ein 4:3 gegen Peter Devlin sein einziger Sieg bei einem Ausscheidungsturnier. Bereits zur Saisonmitte fiel er aus den Top 64 heraus und zum Schluss stand er nur noch auf Platz 82 und verpasste die automatische Weiterqualifikation.
Wie schon die ganze Saison verlief anschließend auch die Q School enttäuschend: In den drei Turnieren gewann er nur eine einzige Partie. Damit verlor er nach 6 Jahren am Stück auf der Tour mit 32 Jahren zum dritten Mal seinen Profistatus.

## Erfolge
Ranglistenturniere:
- Halbfinale: Scottish Open (2018), Snooker Shoot-Out (2023)
- Viertelfinale: Paul Hunter Classic (2018)
- Achtelfinale: World Open (2016), China Open (2017), English Open (2018), Snooker Shoot-Out (2019), Gibraltar Open (2019), European Masters (2022)

Andere Profiturniere:
- Halbfinale: Paul Hunter Classic (2010), Pro Challenge Series (2010 – Turnier 5)
- Achtelfinale: Brugge Open (2010), PTC Event 6 (2010), Bulgarian Open (2015)

Qualifikationsturniere:
- Finalist: PIOS (2007/08 – Turnier 5)

Amateurturniere:
- Europameister (2011)